# نظرية التراكب

تخلخل موجتين مع بعضهما البعض بدون تداخل

نظرية التراكب في الدوائر الكهربية تنص على أنه لأى نظام خطي، الاستجابة (جهد أو تيار) في أي فرع من فروع دائرة خطية ثنائية تمتلك أكثر من مصدر مستقل واحد تساوى المجوع الجبرى للاستجابات الناتجة عن كل مصدر مستقل منفرد، حيث يتم استبدال جميع المصادر المستقلة الأخرى بمعاوقتهم الداخلية.
للتأكد من مساهمة كل مصدر منفرد، كل المصادر الأخرى يجب أن تخمد (أي تساوى صفر) عن طريق :
- استبدال جميع مصادر الجهد المستقلة الأخرى بدائرة قصر (ومن ثم ازالة الفرق في الجهد حيث الجهد = صفر، المعاوقة الداخلية لمصدر جهد مثالي تساوى صفر (دائرة قصر)).
- استبدال جميع مصادر التيار المستقلة الأخرى بدائرة مفتوحة (ومن ثم ازالة التيار حيث يساوى صفر، المعاوقة الداخلية لمصدر تيار مثالي تكون لانهائية (دائرة مفتوحة)).[1]

نتبع هذار الإجراء لكل مصدر قادم، وبعد ذلك يتم إضافة الاستجابات المحصلة لتحديد التشغيل الحقيقى للدائرة . تشغيل الدائرة المحصل عبارة عن تراكب مجموع من مصادر الجهد والتيار المتغيرة .
تعتبر نظرية التراكب مهمة جدا في تحليل الدائرة . حيث تستخدم لتحويل أي دائرة إلى مبرهنة نورتون أو مبرهنة ثيفينين .

مبدأ التراكب لعملية الحرارة العابرة

تطبق النظرية على الشبكات الخطية ( المتغيرة أو الغير متغيرة مع الزمن ) التي تحتوى على مصادر مستقلة , المصادر المعتمدة الخطية، العناصر الخطية الخامدة (المقاومة , الملف , المكثف) والمحولات الخطية .
نقطة أخرى يجب أن تؤخذ في الحسبان وهي ان التراكب يعمل فقط على الجهد والتيار وليس على القدرة(الطاقة) . بمعنى آخر، مجموع القدرات لكل مصدر مع إخماد المصادر الأخرى لا يعتبر قدرة مستهلكة حقيقية . ولحساب القدرة يجب أولا استخدام التراكب لحساب التيار والجهد كلاهما لكل عنصر خطى ومن ثم حساب مجموع مضاعفات الجهود والتيارات .